# Wolfsburg-Gesetz
Durch das Wolfsburg-Gesetz (offizielle Bezeichnung: Gesetz zur Neugliederung der Gemeinden im Raum Wolfsburg) wurden im Zuge der niedersächsischen Gebietsreform von 1972 zwanzig umliegende Orte in die Stadt Wolfsburg eingemeindet. Dadurch überschritt die Einwohnerzahl der Stadt die 100.000-Grenze und Wolfsburg erlangte den Status einer Großstadt mit nahezu 131.000 Einwohnern. Die Stadtfläche vergrößerte sich auf diese Weise von 35 auf 204 km². Für die eingemeindeten Stadtteile wurden elf direkt gewählte Ortsräte mit jeweils einem Ortsbürgermeister eingerichtet. Das Wolfsburg-Gesetz regelte auch mehrere Gebietszusammenschlüsse im weiteren Umland.

## Eingemeindete Orte
| Eingliederung in die Stadt Wolfsburg \| aus dem Landkreis Gifhorn \| aus dem Landkreis Helmstedt \| \| ------------------------- \| --------------------------- \| \| Almke \| Kästorf \| \| Barnstorf \| Brackstedt \| \| Ehmen \| Neuhaus \| \| Stadt Fallersleben \| Nordsteimke \| \| Hattorf \| Reislingen \| \| Hehlingen \| Velstove \| \| Heiligendorf \| Stadt Vorsfelde \| \| Mörse \| Warmenau \| \| Neindorf \| Wendschott \| \| Sandkamp \| \| \| Sülfeld \| \| | Eingliederung in die Stadt Wolfsburg |
| aus dem Landkreis Gifhorn | aus dem Landkreis Helmstedt          |
| Almke | Kästorf                              |
| Barnstorf | Brackstedt                           |
| Ehmen | Neuhaus                              |
| Stadt Fallersleben | Nordsteimke                          |
| Hattorf | Reislingen                           |
| Hehlingen | Velstove                             |
| Heiligendorf | Stadt Vorsfelde                      |
| Mörse | Warmenau                             |
| Neindorf | Wendschott                           |
| Sandkamp |                                      |
| Sülfeld |                                      |

## Weitere Umgliederungen
- Bildung der Samtgemeinde Boldecker Land im Landkreis Gifhorn aus sechs Gemeinden; 1971 waren noch die Einbeziehung Brackstedts und der Name „Samtgemeinde Weyhausen“ geplant[1]
- Bildung der Samtgemeinde Rühen aus den Gemeinden Bergfeld, Parsau, Rühen und Tiddische, zugleich – zusammen mit dem gemeindefreien Gebiet Giebel – Wechsel vom Landkreis Helmstedt und Regierungsbezirk Braunschweig zum Landkreis Gifhorn und Regierungsbezirk Lüneburg[2]
- Bildung der Samtgemeinde Velpke im Landkreis Helmstedt aus 16 ehemals eigenständigen Gemeinden, die sich zu fünf Gemeinden zusammenschlossen[3]
- Zusammenschluss von sieben Gemeinden im Landkreis Braunschweig und der Gemeinde Essenrode im Landkreis Gifhorn zu einer Gemeinde Lehre im Landkreis Helmstedt